# Chaikovskij (cràter)
Chaikovskij és un cràter d'impacte en el planeta Mercuri de 171 km de diàmetre. Porta el nom del compositor rus Piotr Ilitx Txaikovski (1840-1893), i el seu nom va ser aprovat per la Unió Astronòmica Internacional el 1976.